# Ehe (Diespeck)
Ehe ([ˈeːə] ) ist ein Gemeindeteil der Gemeinde Diespeck im Landkreis Neustadt an der Aisch-Bad Windsheim (Mittelfranken, Bayern). Ehe liegt in der Gemarkung Stübach.

## Geografie
Das Dorf Ehe liegt südlich des Ehebachs (genannt auch Ehe, älter Ewe und Ewa), der ein linker Zufluss der Aisch ist. Westlich des Ortes mündet der Ehegraben als rechter Zufluss in den Ehebach. 0,5 km südlich erhebt sich der Birkenberg, 1,25 km südwestlich der Stübacher Berg (361 m ü. NHN). Die Kreisstraße NEA 15 führt nach Hanbach (1 km nordwestlich) bzw. über die  Bruckenmühle zur Bundesstraße 470 bei Diespeck (1,7 km östlich).

## Geschichte
In Urkundenbüchern des Klosters Lorsch (Landkreis Bergstraße), das auch über Besitz in Dottenheim und Riedfeld verfügte, ist der vor 1170 von dem Kloster durch Schenkung eines Grundherren erworbene Ort als „Ewa“ (althochdeutsch mit der Bedeutung Gesetz, Grenze, Ehe) im Rangau, an dessen Grenze es liegt, erwähnt.
Gegen Ende des 18. Jahrhunderts gab es in Ehe vier Anwesen. Das Hochgericht übte das brandenburg-bayreuthische Stadtvogteiamt Neustadt an der Aisch aus. Die Dorf- und Gemeindeherrschaft sowie die Grundherrschaft über die vier Halbhuben hatte das brandenburg-bayreuthische Kastenamt Neustadt an der Aisch inne.
Von 1797 bis 1810 unterstand der Ort dem Justizamt Dachsbach und Kammeramt Neustadt. Im Rahmen des Gemeindeedikts wurde Ehe dem 1811 gebildeten Steuerdistrikt Baudenbach zugeordnet. Es gehörte der 1813 gegründeten Ruralgemeinde Stübach an. Am 1. Juli 1972 wurde Ehe im Zuge der Gebietsreform in Bayern nach Diespeck eingemeindet.

### Ehemalige Baudenkmäler
- Haus Nr. 113: ursprünglich eingeschossiges Satteldachhaus von 1791, im 19. Jahrhundert zu Frackdachhaus verändert; Quaderbau von 6 zu 3 Fenster, Sockel, Gurtband, Ecklisenen, verputzter Fachwerkgiebel; an der Nordfassade rundbogige Kellertür, zwei Haustüren mit Oberlichten, im Sturz der rechten Tür „17 CLHM 91“.[8]
- Haus Nr. 114: Wohnhaus verändert, Schupfen und Einfahrt um 1850; mehrere Pfeiler mit Zackenkrönung, einer bezeichnet „1850“; westliche Toreinfahrt mit drei Pfeilern, einer bezeichnet „T“(obias) „L“(ösch) „1853“; Schupfen mit gemauertem Schafstall, im Türsturz „18 T. Lösch 51“, Durchfahrt auf fünf Holzpfosten, drei Hopfenböden.[8]

### Einwohnerentwicklung
| Jahr      | 001818 | 001840 | 001861 | 001871 | 001885 | 001900 | 001925 | 001950 | 001961 | 001970 | 001987 |
| Einwohner | 43     | 41     | 42     | 37     | 44     | 34     | 40     | 50     | 39     | 53     | 50     |
| Häuser    | 7      | 8      |        |        | 8      | 8      | 7      | 7      | 9      |        | 12     |
| Quelle    | [ 10 ] | [ 11 ] | [ 12 ] | [ 13 ] | [ 14 ] | [ 15 ] | [ 16 ] | [ 17 ] | [ 18 ] | [ 19 ] | [ 1 ]  |

## Religion
Der Ort ist seit der Reformation evangelisch-lutherisch geprägt und war ursprünglich nach St. Johannes Baptist (Diespeck) gepfarrt, seit 1802 ist die Pfarrei St. Bartholomäus (Stübach) zuständig.